# بلسان
مر، جفل أو البَلَسان  (باللاتينية: Commiphora) هو جنس من الفصيلة البخورية يضم حوالي 185 نوعًا من النباتات. موطن أنواع كثيرة منها في الوطن العربي وإفريقية.

## من أنواعه
- البلسان الإفريقي (باللاتينية: Commiphora africana) في إفريقيا جنوب الصحراء
- البلسان الحبشي (باللاتينية: Commiphora abyssinica)
- البلسان رباعي الأضلاع (باللاتينية: Commiphora quadricincta)
- البلسان العجلوني أو الجلعادي (باللاتينية: Commiphora gileadensis) في مصر وبلاد الشام والجزيرة العربية
- البلسان العصاري أو البشام أو القفل (باللاتينية: Commiphora opobalsamum) في اليمن
- لقهم (باللاتينية: Commiphora socotrana) في سقطرى